# Dés László
Dés László (Budapest, 1954. január 9. –) Kossuth és Liszt Ferenc-díjas magyar előadóművész, dzsesszzenész, zeneszerző, érdemes művész. Testvérei Dés Tamás, Dés Márton, Dés Mihály író, műfordító, Dés Magdolna, Dés Rita.

## Kezdetek
Fiatalon kezdett zenélni, zenei tagozaton végezte általános iskoláját 1960 és 1968 között a Kodály Zoltán Ének- és Zeneiskolában. Emellett 1963 és 1971 között zongoraoktatásban részesült. 1971-ben vették fel a Bartók Béla Zeneművészeti Konzervatóriumba, ahol 1973-ig klarinét, majd 1976-ig szaxofon szakra járt. A zenei életbe már 1974-ben bekapcsolódott, öt évvel később Dimenzió néven saját együttest alapított. A zenekar kilenc évig működött, ezalatt három lemezt adtak ki.

## A zenei életben
1978-ban megalakította Dimenzió nevű zenekarát, három lemezt készítettek 1987-es megszűnésükig. 1987-ben Horváth Kornéllal és Snétberger Ferenccel együtt megalapította a Trio Stendhalt. Az együttessel nagy sikert ért el, több lemezüket Olaszországban vették fel, Európa-szerte koncerteztek, de felléptek Indiában is. Zenéjük különlegessége a kamarazenével vegyített dzsessz volt.
Együttese mellett dalszövegíróként és zeneszerzőként is dolgozik, több magyar film zenéjét szerezte (például: Nyom nélkül, Egymásra nézve, Egy teljes nap, Szerelem első vérig, Szerelem második vérig, Csocsó, avagy éljen május elseje!, Üvegtigris, Sose halunk meg, A miniszter félrelép, Kalózok). Emellett musicalt is szerzett (például: Valahol Európában, A dzsungel könyve, Sose halunk meg, A Pál utcai fiúk), valamint a Jazz+Az együttes zeneszerzője és zenekar-vezetője volt. 1993-ban szólista lett, kortárs szerzők műveit adta elő, elsősorban kamara- és szimfonikus zenekarokkal. Hangszerei a szoprán és a tenorszaxofon, játékát az érzékeny és „szubjektív hang”, az improvizációs dallamvezetés jellemzi. A dzsungel könyve 2020-ban elérte az 1300. előadást. Dést azon kevés zenészek egyikének tartják, akiket a szakma, a kritikusok és a közönség egyaránt tisztel.
2003-ban új együttest alapított Dés sextet néven, melynek szaxofonosa lett, egy évvel később a Magyar Jazzművészek Társaságának elnökévé választották.
Pályafutása során többek között dolgozott Nemes István, Geszti Péter, Bereményi Géza, Bródy János, Grecsó Krisztián, Parti Nagy Lajos, Müller Péter Sziámi dalszövegírókkal, Udvaros Dorottya, Básti Juli, Cserhalmi György, Kulka János, Koltai Róbert, Für Anikó, Mácsai Pál, Nagy Ervin színészekkel, Szulák Andrea, Váczi Eszter, Szűcs Judith, Katona Klári, Koncz Zsuzsa, Kovács Kati, Zalatnay Sarolta, Cserháti Zsuzsa énekesekkel, Demjén Ferenccel, Presser Gáborral, Somló Tamással.
A Színházi adattárban regisztrált bemutatóinak száma: 31.

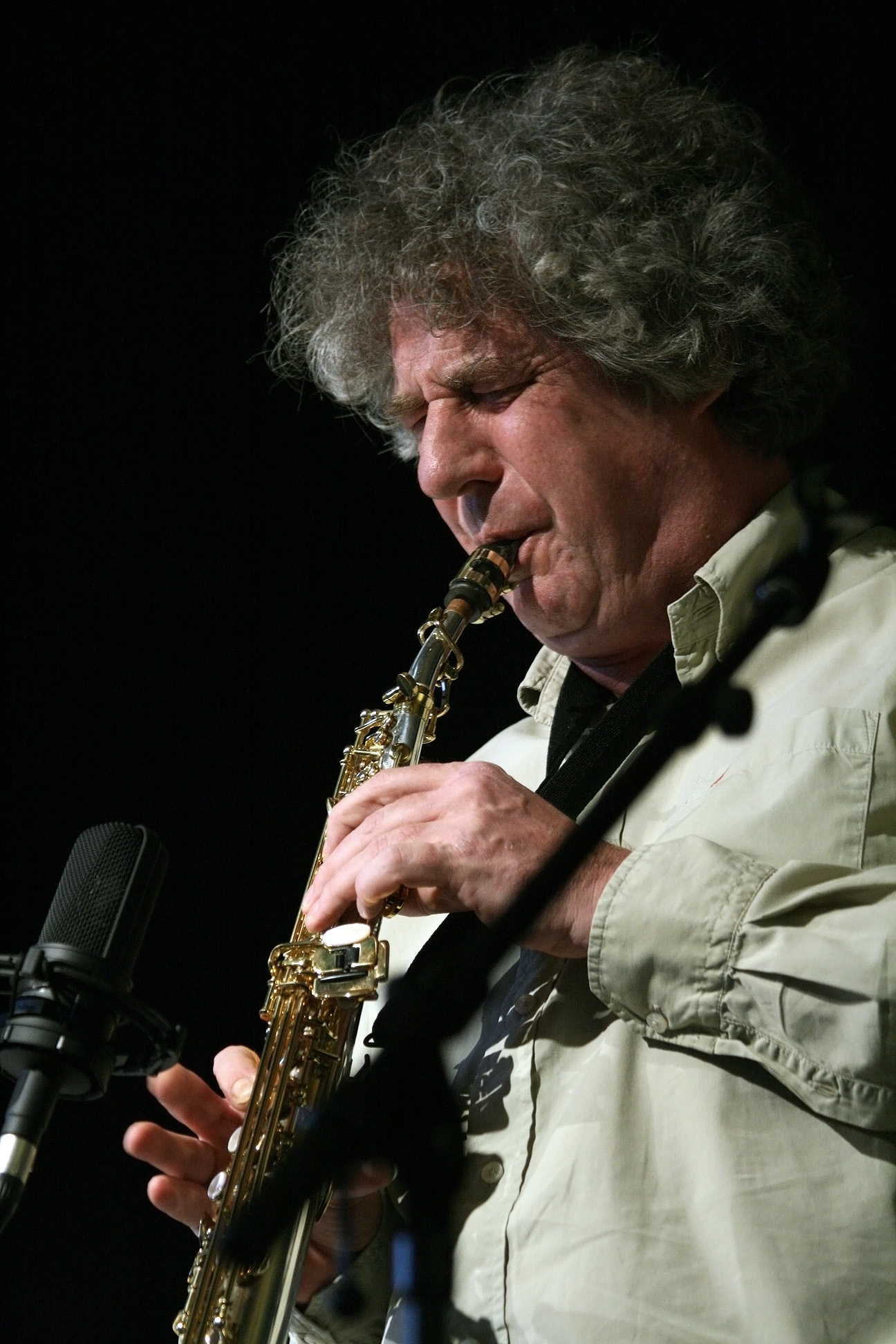
2011-ben, a bécsi O-Töne irodalmi fesztivál megnyitójának előestjén a MuseumsQuartierben

## Családja
Első felesége Vásárhelyi Mária szociológus, fia Dés András ütőhangszeres zenész. Lányai: Dés Júlia szociológus, Dés Fanni szociális munkás, szociológus. 35 évig élt együtt első feleségével. Második feleségét, Évát 2021-ben vette el.

## Színpadi művei
Megjegyzés: A művek zeneszerzője Dés László, hacsak nincs máshogy jelezve.
- Valahol Európában (1995)[5]
  - Dalszöveg: Nemes István
  - Szövegkönyv: Böhm György, Korcsmáros György és Horváth Péter
  - Radványi Géza azonos című mozifilmje alapján
- A dzsungel könyve (1996)[6]
  - Dalszöveg: Geszti Péter
  - Szövegkönyv: Békés Pál
  - Rudyard Kipling azonos című könyve alapján
- Sose halunk meg (2007)[7]
  - Dalszöveg: Nemes István[8]
  - Szövegkönyv: Koltai Róbert és Nógrádi Gábor
  - Koltai Róbert azonos című mozifilmje alapján
- A Pál utcai fiúk (2016)[9]
  - Dalszöveg: Geszti Péter
  - Szövegkönyv: Grecsó Krisztián
  - Molnár Ferenc azonos című regénye alapján
- A vágy villamosa (2017)[10] – balett
  - Koreográfus: Venekei Marianna
  - Tennessee Williams azonos című színdarabja alapján

## Díjai, elismerései
- A legjobb szólista díja San Sebastian (1976, 1985) Karlovy Vary, Dunckerque
- A kritikusok díja, wroclavi dzsesszfesztivál (1981)
- EMeRTon-díj (1989)
- Liszt Ferenc-díj (1991)
- Huszka Jenő-díj (1993)
- A filmkritikusok díja A Sose halunk meg és az Anna filmje filmzenékért (1994)
- Színházi kritikusok díja A dzsungel könyve zenéjéért (1996)
- A Magyar Köztársasági Érdemrend tisztikeresztje (1996) – 2016-ban visszaadta.[11]
- Artisjus-díj (1996)
- Budapestért díj (2002)
- Érdemes művész (2003)
- Radnóti Miklós antirasszista díj (2005)
- Kossuth-díj (2007)
- Fonogram Életműdíj (2014)
- Színikritikusok díja A legjobb színpadi zene A Pál utcai fiúkért (2017)
- Story Érték-díj (2019)
- Artisjus Életmű-díj (2019)
- Prima Primissima-díj (2019)[12]
- Budapest díszpolgára (2022)[13]
- Budapest XIII. kerület díszpolgára (2024)[14]
- Hazám-díj (2024)

## Válogatott diszkográfia
- Dimenzió I (1980)
- A fal mögött (1983)
- Átutazó (Udvaros Dorottyával, 1984)
- Szerelem első vérig (filmzene, 1986)
- Avec Plaisir Dimenzió II, (1986)
- Hallgass kicsit! (Básti Julival és Cserhalmi Györggyel, 1987)
- Trio Stendhal I (1988)
- Best of Dés (1988)
- Earthsound (Trio Stendhal) (1990)
- Something Happened (Trio Stendhal) (1992)
- Sose halunk meg (filmzene, 1993)
- Patika (filmzene, 1994)
- Valahol Európában (musical, 1995)
- A dzsungel könyve (musical, 1996)
- A miniszter félrelép (filmzene, 1997)
- Akasztottak (1998)
- Kalózok (A Jazz+Az-zal, 1998)
- Egynek jó (A Jazz+Az-zal, 1999)
- Ennyi a dal (Válogatás CD 2000)
- Dés 2 (válogatás CD 2001)
- Jazz+Az koncert (DVD 2003)
- Metszetek (2004)
- Világszám! (filmzene, 2004)
- Double Invention (Koncertfelvétel, CD 2005)
- Utcazene (CD 2005)
- Utcazene (Koncert DVD 2005 – Bonus: Randy Brecker)
- Contemporary Gregorian (CD 2006)
- Contemporary Gregorian (koncert DVD 2006)
- Sose halunk meg (musical, 2007)
- Férfi és Nő (koncert CD 2008)
- Férfi és Nő (koncert DVD 2008)
- Nagy utazás (Arénakoncert DVD, 2014)
- A Pál utcai fiúk (musical, 2016)
- A vágy villamosa balettzene (2017)
- Éjféli járat (2018)
- Free Sounds – Free Sounds Quartet (Jazz CD 2019)
- Mi vagyunk a Grund (Arénakoncert DVD, 2019)
- Amplitudes – Free Sounds Quartet. (Jazz CD 2023)
- Így öten! Básti Juli, Für Anikó, Mácsai Pál, Nagy Ervin, Dés László (CD 2024)

## Filmzenék
- Folyékony arany (Almási Tamás dokumentumfilm, 2019)
- Dés László – Nagy Utazás (koncertfilm, 2014)
- Maradandó sérülések (Almási Tamás dokumentumfilm, 2011)
- Puskás Hungary (Almási Tamás 2009)
- Panrásav (dokumentumfilm, 2007)
- Márió, a varázsló (Almási Tamás magyar-olasz film, 2007)
- Világszám! dramaturg, zeneszerző (Koltai Róbert 2004)
- Egy, kettő, három, négy... Dés (portréfilm,2004)
- Egy hét Pesten és Budán (Makk Károly, 2003)
- Az út vége (Almási Tamás dokumentumfilm, 2003)
- Sejtjeink (Almási Tamás dokumentumfilm, 2002)
- Mutter – Anya (svájci-magyar dokumentumfilm, 2002)
- Valami Amerika (2001)
- Üvegtigris (Rudolf Péter-Kapitány Iván 2001)
- Sejtjeink (Almási Tamás dokumentumfilm sorozat, 2001)
- Kitüntetetten (Almási Tamás dokumentumfilm, 2001)
- Csocsó, avagy éljen május elseje! (Koltai Róbert 2001)
- Egyszer élünk (Molnár György, 2000)
- Szerelem első hallásra (Almási Tamás dokumentumfilm, 1999)
- Kelj fel, Jancsi (Fonyó Gergely magyar-amerikai film, 1999)
- Kalózok (1999)
- Akasztottak (Gothár Péter, 1999)
- Tehetetlenül (Almási Tamás dokumentumfilm, 1998)
- Karácsonyi csillagok szereplő (magyar zenés műsor, 1998)
- A miniszter félrelép (Koltai Róbert – Kern András 1997)
- Szívügyem (Almási Tamás dokumentumfilm, 1996)
- Szamba (Koltai Róbert, 1995)
- Patika (Koltai Róbert sorozat, 1995)
- Meddő (Almási Tamás dokumentumfilm, 1995)
- Anna filmje (Molnár György, 1995)
- Goldoni: Az új lakás (Ascher Tamás, színházi közvetítés, 1994)
- Úton – Svájc (Útifilm1993)
- Trio Stendhal (koncertfilm, 1993)
- Sose halunk meg! (Koltai Róbert, 1993)
- A magányos sétáló álmodozásai (Lukáts Andor, 1993)
- A három nővér (Lukáts Andor 1992)
- Századunk tanúja – Habsburg Ottó (Bokor Péter 1990)
- Itt a szabadság! (Vajda Péter, 1990)
- Szerelem második vérig (Dobray György, 1988)
- Jézus Krisztus horoszkópja (Jancsó Miklós, 1988)
- Egy teljes nap (Grunwalsky Ferenc, 1988)
- "Isten akaratából..." (Bokor Péter, dokumentumfilm, 1988)
- Szörnyek évadja (Jancsó Miklós, 1987)
- Szerelem első vérig (Dobray György, 1985)
- Budapest – Muzsika (Jancsó Miklós dokumentumfilm, 1984)
- Supergroup – Live (Koncert film, 1982)
- Nyom nélkül (Fábry Péter, 1982)
- Egymásra nézve (Makk Károly, 1982)